# Новомустафино (Аургазинський район)
Новомуста́фино (рос. Новомустафино, башк. Яңы Мостафа) — присілок у складі Аургазинського району Башкортостану, Росія. Входить до складу Батирівської сільської ради.
Населення — 49 осіб (2010; 64 в 2002).
Національний склад:
- башкири — 73%
- татари — 27%